# Heribert Schunkert
Heribert Schunkert (* 10. November 1959) ist ein deutscher, klinisch tätiger Kardiologe mit wissenschaftlichem Schwerpunkt auf dem Gebiet der Genetik kardiovaskulärer Erkrankungen und Hochschullehrer an der Technischen Universität München.

## Leben
Sein Studium und die ersten drei Berufsjahre absolvierte Schunkert an der Rheinisch-Westfälisch Technischen Hochschule (RWTH) in Aachen. Im Anschluss absolvierte er ein zweijähriges Forschungsstipendium am Brigham and Women’s Hospital und jeweils einjährige klinische fellowships für Kardiologie bzw. interventionelle Kardiologie am Beth Israel Hospital und am Massachusetts General Hospital, Boston. Er wurde an die Fakultät der Harvard Medical School als instructor in medicine berufen, bevor er zum Universitätsklinikum Regensburg zurückkehrte. Dort erfolgte die Weiterbildung zum Internisten und Kardiologen sowie ein Ruf auf eine C3-Professur. 2002 wurde er auf einen Lehrstuhl für Innere Medizin (C4) der Universität zu Lübeck berufen, wo er zehn Jahre lang die II. Medizinische Klinik leitete. Unter seiner Leitung wurde die Universität zu Lübeck in das Deutsche Zentrum für Herz- und Kreislaufforschung (DZHK) aufgenommen. Im Jahre 2012 wurde Schunkert als Direktor an die Klinik für Erwachsenenkardiologie im Deutschen Herzzentrum München und auf den Lehrstuhl für Kardiologie und Innere Medizin an der Technischen Universität München (W3) berufen.
Schunkert führt schwerpunktmäßig Forschungen auf dem Gebiet der Molekularbiologie sowie der Genetik von multifaktoriellen kardiovaskulären Erkrankungen durch. In Spotlights zu seiner Person wurden die Arbeiten perspektivisch zusammengefasst (Circulation 2011 April 19;123:f85-f87; Eur Heart J. 2019 Jun 1; 40: 1664–1666). Er koordinierte die EU-geförderten Projekte Cardiogenics und CVgenes@target, die BMBF-geförderten Projekte Atherogenomics und e:Athero-MED sowie das europäisch-amerikanische Netzwerk Leducq CADgenomics. Er ist zudem an mehreren Sonderforschungsbereichen der Deutschen Forschungsgemeinschaft und den Arbeiten des DZHK beteiligt. Er ist seit 2020 Deputy Editor des European Heart Journal für den Bereich Genetik.

## Mitgliedschaften
- Deutsche Gesellschaft für Innere Medizin
- Deutschen Gesellschaft für Kardiologie – Herz- und Kreislaufforschung (ehm. Vorstandsmitglied)
- International Society of Hypertension; Deutsche Hochdruckliga (ehm. Vorstandsmitglied)
- seit 2011: Deutsches Zentrum für Herz-Kreislauf-Forschung
- seit 2021: Stellvertretender Vorstandsvorsitzender der Deutschen Herzstiftung[4]

## Weitere Mitgliedschaften
- seit 2020: Deputy Editor des European Heart Journal für den Bereich Genetik
- seit 2020: Koordinator Digitaler Herz-OP, gefördert durch bay. Wissenschaftsministerium
- seit 2018: Koordinator von DigiMed Bayern, gefördert durch bay. Gesundheitsministerium
- 2013–2019: Koordinator des deutschen e:AtheroSysMed Konsortiums
- 2013–2018: Europäischer Koordinator des transatlantischen Konsortiums CADgenomics
- 2013–2017: Koordinator des europäischen CVgenes-at-target Konsortiums
- 2013–2015: Sprecher der Kommission für Klinische Kardiologie der DGK
- 2008–2012: Koordinator der deutschen NGFN(+) Konsortia
- 2006–2011: Koordinator des europäischen Cardiogenics Konsortiums

## Wissenschaftliche Auszeichnungen
- Geoffrey-Rose Preis der Europäischen Gesellschaft für Kardiologie (2022)
- Franz-Loogen-Preis der Deutschen Gesellschaft für Kardiologie (2019)
- Silberne Ehrennadel der Deutschen Gesellschaft für Kardiologie (2015)
- Franz-Gross-Medaille der Deutschen Gesellschaft für Hypertonie (2012)
- Honorary Award Lecture on Prevention der Deutschen Gesellschaft für Kardiologie – Herz- und Kreislaufforschung (2011)
- Wissenschaftspreis der Deutschen Gesellschaft für Hypertonie (2001)
- Wissenschaftspreis der Deutschen Gesellschaft für Prävention und Rehabilitation (2001)
- Arthur Weber Preis der Deutschen Gesellschaft für Kardiologie (2001)
- Heisenberg-Stipendium der Deutschen Forschungsgemeinschaft (1995)
- Ernst von Leyden Gedächtnismedaille der Berliner Gesellschaft für Innere Medizin (1995)
- Walter-Clawiter-Preis der Universität Düsseldorf (1994)

## Weitere Auszeichnungen
- Bayerischer Verdienstorden (2023)[5]

## Publikationen (Auswahl)
Schunkert veröffentlichte mehr als 700 wissenschaftliche Arbeiten und hat einen H-Index von >110. Er zählt zu den am meisten zitierten deutschsprachigen Autoren in der Herz- und Kreislaufforschung und ist Erst-/Letztautor der folgenden Publikationen:
- Genomewide Association Analysis of Coronary Artery Disease. N Engl J Med 2007; 357: 443–453, https://www.nejm.org/doi/pdf/10.1056/NEJMoa072366
- New susceptibility locus for coronary artery disease on chromosome 3q22.3. Nat Genet 2009; 41: 280–282, https://www.nature.com/articles/ng.307
- Large-scale association analysis identifies new risk loci for coronary artery disease. Nat Genet 2013; 45: 25–33, https://www.nature.com/articles/ng.2480
- Dysfunctional nitric oxide signalling increases risk of myocardial infarction. Nature 2013; 504: 432–436, https://www.nature.com/articles/nature12722
- Functional Characterization of the GUCY1A3 Coronary Artery Disease Risk Locus. Circulation 2017; 136: 476–489, https://www.ahajournals.org/doi/full/10.1161/CIRCULATIONAHA.116.024152
- Association analyses based on false discovery rate implicate new loci for coronary artery disease. Nat Genet 2017; 49: 1385–1391, https://www.nature.com/articles/ng.3913
- Genetically modulated educational attainment and coronary disease risk. Eur Heart J 2019; 40: 2413–2420, https://academic.oup.com/eurheartj/article/40/29/2413/5512096
- Transcription Factor MAFF (MAF Basic Leucine Zipper Transcription Factor F) Regulates an Atherosclerosis Relevant Network Connecting Inflammation and Cholesterol Metabolism. Circulation 2021; 143: 1809–1823, https://www.ahajournals.org/doi/full/10.1161/CIRCULATIONAHA.120.050186
- Identification of a Functional PDE5A Variant at the Chromosome 4q27 Coronary Artery Disease Locus in an Extended Myocardial Infarction Family. Circulation 2021; 144: 662–665, https://www.ahajournals.org/doi/full/10.1161/CIRCULATIONAHA.120.052975